# Ле Гофф, Николя
Николя Ле Гофф (фр. Nicolas Le Goff; 15 февраля 1992, Париж) — французский волейболист, блокирующий клуба «Монпелье» и сборной Франции. Чемпион Европы, победитель Мировой лиги и Олимпиады.

## Карьера
В девятнадцатилетнем возрасте Ле Гофф дебютировал в высшей лиге Франции в составе команды «Монпелье». Он играл за этот клуб четыре сезона. Затем он перешёл в немецкий клуб «Берлин», где провёл замечательный сезон, выиграв несколько трофеев, включая Кубок ЕКВ, Кубок Германии и чемпионат Германии. После этого Ле Гофф переехал в Турцию, чтобы играть за стамбульский клуб BBSK. В сезоне 2017/18 он выступал за итальянский клуб «Латина». Затем этого он вернулся в «Берлин», в составе которой снова стал чемпионом Германии. После двух сезонов в Германии Ле Гофф вернулся во Францию, в родной «Монпелье».
С 2013 года выступает за сборную Францию. В 2015 году вместе с сборной стал победителем Мировой лиги и чемпионата Европы. На Олимпийских играх 2016 года в Рио-де-Жанейро Франция выбыла после группового этапа. Ле Гофф в составе сборной Франции стал победителем Мировой лиги 2017 года и занял второе место в Лиге наций 2018 года. Затем он принял участие в чемпионате мира 2018 года, где Франция выбыла на третьем групповом этапе. В 2021 году Ле Гофф в составе сборной Франции завоевал золотую медаль на Олимпийских играх в Токио 2020 года, одержав победу в финале над сборной России. В 2022 и 2024 годах он также участвовал в Лиге наций, где его команда заняла первое место. Ле Гофф принял участие в Олимпийских играх 2024 года в Париже, где в финальной игре против Польши сборная Франции одержала победу.